# 비기너스
《비기너스》(영어: Beginners)는 2010년 개봉한 미국의 로맨틱 코미디 영화이다.

## 줄거리
상처받기 두려워 하는 두 남녀의 이야기. 그리고 그의 아버지의 커밍아웃.

## 출연
- 이완 맥그리거 - 올리버 필즈 역
- 크리스토퍼 플러머 - 핼 필즈 역
- 멜라니 로랑 - 애나 월리스 역
- 고란 비슈니치 - 앤디 역
- 카이 레넉스 - 엘리엇 역
- 메리 페이지 켈러 - 조지아 필즈 역
- 치나 셰이버스 - 쇼나 역
- 코즈모 - 아서 역
- 루 테일러 푸치 - 마술사 분장을 한 남자 역